# Georgi Rajkov
Georgi Petkov Rajkov (in bulgaro Георги Райков?; Sofia, 18 ottobre 1953 – Koprivshtitsa, 12 agosto 2006) è stato un lottatore bulgaro, specializzato nella lotta greco-romana.

## Palmarès

### Olimpiadi
- 1 medaglia:
  - 1 oro (Mosca 1980 nei 100 kg)

### Mondiali
- 2 medaglie:
  - 2 argenti (Città del Messico 1978 nei 100 kg; San Diego 1979 nei 100 kg)